# Dicranomyia (Dicranomyia) pendulifera
Dicranomyia (Dicranomyia) pendulifera is een tweevleugelige uit de familie steltmuggen (Limoniidae). De soort komt voor in het Australaziatisch gebied.